# Neoascia annexa
Neoascia annexa là một loài ruồi trong họ Ruồi giả ong (Syrphidae). Loài này được Müller mô tả khoa học đầu tiên năm 1776. Neoascia annexa phân bố ở vùng Cổ Bắc giới (Đan Mạch)